# Balkan Bulgarian Airlines
Balkan Bulgarian Airlines (болг. Балкан) — упразднённая государственная авиакомпания Болгарии. 
В традиционном виде сформировалась в 1968 году после присоединения государственной авиакомпании ТАБСО.
В 1970-х годах авиакомпания стала важным европейским авиаперевозчиком. в 2002 году Компания столкнулась с финансовой нестабильностью после падения коммунизма в Центральной и Восточной Европе. Несмотря на то, что ей удалось продолжить свою деятельность, после спорной приватизации она объявила о банкротстве в 2002 году. Компания была ликвидирована в конце октября 2002 года. Bulgaria Air была назначена преемницей компании в декабре 2002 года.